# Ginés García Beltrán
Ginés Ramón García Beltrán (Lorca, Murcia, 3 de octubre de 1961) es un eclesiástico español, actualmente obispo de la diócesis de Getafe.

## Biografía
Ginés Ramón García Beltrán nació el 3 de octubre de 1961 en Lorca (Murcia) y es natural de Huércal-Overa (Almería). Estudió en el Seminario Mayor de Almería. En 1984 se graduó como bachiller en Teología por la Facultad de Teología de Granada y obtuvo la licenciatura en Derecho Canónico por la Pontificia Universidad Gregoriana de Roma en 1986. En la Congregación para el Culto Divino y la Disciplina de los Sacramentos se especializó en Derecho matrimonial.

### Presbítero
Recibió la ordenación sacerdotal el 20 de septiembre de 1985. Como presbítero ha sido:
- Párroco de Santa María de Mojácar (1987-1989).
- Vicerrector del Seminario Menor, formador y director espiritual en los seminarios Mayor y Menor (1989-1992).
- Profesor de Religión en diversos institutos de enseñanza media (1989-1994).
- Capellán de las Hijas del Sagrado Corazón de Jesús (1990-1992 y 2004-2005).
- Delegado episcopal del Colegio San Ildefonso (1991-1994).
- Párroco de Santa María, de Rioja (1993-1994).
- Rector del Instituto Teológico San Indalecio (1993-1997).
- Capellán de las religiosas de la Divina Infantita y consiliario del Movimiento de Profesores Cristianos (1993-1994).
- Párroco de Santa María de los Ángeles en Almería y arcipreste del 2.º Arciprestazgo de Almería (1994-1996).
- Promotor de justicia en el proceso de los mártires de Almería (1995-1998).
- Delegado episcopal del Sínodo Diocesano (1996-1999).
- Jefe de estudios en el Centro de Estudios Eclesiásticos del Seminario Conciliar, afiliado a la Facultad de Granada (1996-2003).
- Profesor de Teología (1997-2003).
- Profesor ordinario de Derecho Canónico (2005-2009).
- Profesor de Derecho Canónico y síntesis Teológica en el Instituto Superior de Ciencias Religiosas de Almería (2007-2008).
- Vicario general y moderador de curia (1996-2005).
- Administrador parroquial de La Cañada de San Urbano y Costacabana (2005-2006).
- Canónigo doctoral de la catedral de Almería.
- Párroco de San Sebastián en la capital de Almería.
- Defensor del vínculo en el Tribunal Eclesiástico de Almería desde 2005.

### Obispo
El 3 de noviembre de 2009 Benedicto XVI lo nombra obispo de Guadix. Fue consagrado el 27 de febrero de 2010 por monseñor Renzo Fratini, nuncio apostólico en España, acompañado por el arzobispo de Granada,  Francisco Javier Martínez Fernández, el obispo emérito de Guadix, Juan García-Santacruz Ortiz, y el obispo de Almería, Adolfo González Montes.
El 3 de enero de 2018 la Santa Sede hizo público su nombramiento como obispo de Getafe por parte del papa Francisco, sucediendo a monseñor Joaquín María López de Andújar y Cánovas del Castillo. El 24 de febrero siguiente tomó posesión de la cátedra a las 10:30 en la Catedral de Getafe. Posteriormente celebró la misa de inicio de ministerio en el santuario del Cerro de los Ángeles a las 12:00, acompañado por 47 obispos, el presbiterio diocesano y fieles y autoridades.
En la Conferencia Episcopal Española es, desde marzo de 2020, miembro de la Comisión Ejecutiva. Anteriormente ha sido miembro de la Comisión Episcopal de Medios de Comunicación Social (2010-2014), miembro de la Comisión Episcopal para el Patrimonio Cultural (2010-2014) y presidente de la Comisión Episcopal de Medios de Comunicación Social (2014-2020).
En 2016 fue nombrado consiliario nacional de la Asociación Católica de Propagandistas (ACdP). En la Asamblea de Obispos del Sur de España desempeñó el cargo de delegado para los Medios de Comunicación Social hasta su traslado a Getafe.
El 30 de junio de 2016 fue nombrado miembro de la Secretaría para la Comunicación.
El 30 de noviembre de 2021 fue confirmado como miembro del Dicasterio para la Comunicación in aliud quinquennium.

#### Escudo episcopal
Su escudo está compuesto por las insignias episcopales: capelo verde con doce borlas y la cruz pastoral con un único trazado en la parte superior. En los cuarteles se aprecia elementos históricos y personales de las diócesis de Guadix y de Almería:
- Primer cuartel (superior izquierdo): la cruz de Jerusalén. Pretende simbolizar a Cristo. Fondo blanco.
- Segundo cuertel (superior derecha): una barca. Si observamos bien, veremos en la vela del barco un crismón (Cristo). La barca hace alusión a la Iglesia, que navega por las dificultades de este mundo, impulsada siempre por Cristo y su Evangelio y, sobre todo, confiada en Él. Fondo azul.
- Tercer cuartel (inferior): una ánfora con azucenas. Representa a las catedrales de Guadix y de Almería. La primera por ser la diócesis de inicio en el misterio personal, y la segunda por ser la que lo vio crecer como persona y como sacerdote. Fondo rojo simbolizando que ambas diócesis han sido siempre tierra de mártires. Aparecen sobre este, tres flores de lis relacionadas en heráldica con el apellido Beltrán.

El escudo se completa con su lema episcopal, Mihi vivere Christus est («para mí la vida es Cristo»).

## Distinciones
El 10 de abril de 2010 recibió la distinción de hijo predilecto de Huércal-Overa.